# Neope sagittata
Neope sagittata är en fjärilsart som beskrevs av Alfred Ernest Wileman 1908. Neope sagittata ingår i släktet Neope och familjen praktfjärilar. Inga underarter finns listade i Catalogue of Life.